# مت بال (بازیکن فوتبال)
مت بال (انگلیسی: Matt Ball؛ زادهٔ ۲۶ مارس ۱۹۹۳) بازیکن فوتبال اهل بریتانیا است.
از باشگاه‌هایی که در آن بازی کرده‌است می‌توان به باشگاه فوتبال ویلدستون، باشگاه فوتبال بورم‌وود، باشگاه فوتبال مکلسفیلد تاون، باشگاه فوتبال نوریچ سیتی، باشگاه فوتبال استیونج، و باشگاه فوتبال فارن‌بورو اشاره کرد.
وی همچنین در تیم‌های ملی فوتبال Northern Ireland national under-17 football team, Northern Ireland national under-19 football team، و زیر ۲۱ سال ایرلند شمالی بازی کرده‌است.